# Busset
Busset – miejscowość i gmina we Francji, w regionie Owernia-Rodan-Alpy, w departamencie Allier.

## Demografia
Według danych na rok 1990 gminę zamieszkiwało 881 osób, a gęstość zaludnienia wynosiła 24 osoby/km². W styczniu 2015 r. Busset zamieszkiwały 874 osoby, przy gęstości zaludnienia wynoszącej 23,8 osób/km².